# Caloplaca viridirufa
Caloplaca viridirufa är en lavart som först beskrevs av Erik Acharius, och fick sitt nu gällande namn av Alexander Zahlbruckner. Caloplaca viridirufa ingår i släktet orangelavar och familjen Teloschistaceae.   Inga underarter finns listade i Catalogue of Life.
I den svenska databasen Dyntaxa används istället namnet Caloplaca aractina för samma taxon.  Arten är reproducerande i Sverige.